# Kim Yun-hee
Kim Yun-hee (née le 23 mars 1994) est une archère sud-coréenne. Elle est sacrée à plusieurs reprises championne du monde de tir à l'arc.

## Biographie
Kim Yun-hee fait ses débuts au tir à l'arc en 2004. Ses premières compétitions internationales ont lieu en 2014. En 2015, elle remporte les épreuves de tir à l'arc individuelle femme et par équipe mixte lors des championnats du monde.

## Palmarès
- Championnats du monde[1]
  -  Médaille d'or à l'épreuve par équipe mixte aux championnats du monde 2015 à Copenhague (avec Kim Jongho).
  -  Médaille d'or à l'individuel femme aux championnats du monde 2015 à Copenhague.
  -  Médaille de bronze à l'épreuve par équipe femme aux championnats du monde 2015 à Copenhague (avec Choi Bomin et Seol Dayeong).

- Coupe du monde[1]
  -  Médaille de bronze à l'épreuve par équipe femme à la coupe du monde 2014 de Shanghai.
  -  Médaille d'or à l'épreuve par équipe mixte à la coupe du monde 2014 de Shanghai.
  -  Médaille d'argent à l'épreuve par équipe femme à la coupe du monde 2015 de Antalya.
  -  Médaille de bronze à l'épreuve par équipe femme à la coupe du monde 2018 de Antalya.

- Universiade[1]
  -  Médaille de bronze à l'épreuve par équipe femme aux Universiade d'été de 2015 de Gwangju.
  -  Médaille d'or à l'épreuve par équipe femme aux Universiade d'été de 2017 de Taipei.

- Championnats d'Asie[1]
  -  Médaille d'or à l'épreuve par équipe femme aux championnats d'Asie de 2015.